# Magnus Mattsson
Magnus Mattsson (* 25. Februar 1999 in Marstal auf Ærø) ist ein dänischer Fußballspieler.

## Karriere

### Verein
Magnus Mattsson, dessen schwedischer Vater Joakim als Fußballtrainer tätig ist, wurde in Marstal, einer Hafenstadt auf der Insel Ærø, geboren, begann mit dem Fußballspielen allerdings in Silkeborg, einer Stadt mit rund 48.000 Einwohnern in der Mitte von Jütland, wo er OBG Silkeborg beitrat. Später wechselte er in das Nachwuchsleistungszentrum von Silkeborg IF, die mit OBG Silkeborg kooperiert. Am 25. August 2017 debütierte Mattsson im Alter von 18 Jahren als Profi in der Superligæn, als er am 7. Spieltag bei der 0:2-Heimniederlage gegen Hobro IK eingesetzt wurde. Für die erste Mannschaft, die zum Saisonende aus der Superligæn abstieg, kam er in dieser Spielzeit sporadisch zum Einsatz, Spielpraxis sammelte er zumeist in der U19-Mannschaft. In der Zweitliga-Spielzeit 2018/19 erkämpfte sich Magnus Mattsson einen Platz in der Stammelf und wurde dabei überwiegend als offensiver Mittelfeldspieler eingesetzt, verpasste die Schlussphase der Saison allerdings aufgrund von Leistenproblemen und zog sich im August 2019 auch einen Kreuzbandriss zu. Daher hatte er in der Saison 2019/20 kein einziges Spiel absolviert. Zwischenzeitlich wurde Mattsson zum Spieler des Jahres 2018 im Verein gewählt und auch stieg Silkeborg IF wieder in die Superligæn auf, allerdings zum Ende der Saison 2019/20 wieder ab. Sein Comeback feierte er am 11. September 2020 beim 2:4 am ersten Spieltag der Saison 2020/21 beim FC Helsingør. Magnus Mattsson wurde Stammspieler sowie Leistungsträger und schoss seinen Verein mit zehn Toren in 18 Partien in die Aufstiegsrunde, wo er mit weiteren neun Toren in zehn Partien Silkeborg IF wieder in die Superligæn schoss. Dabei wurde er zumeist als linker Außenstürmer eingesetzt.
Im Juni 2021 wechselte Mattsson in die Niederlande zum Eredivisie-Aufsteiger NEC Nijmegen, wo er einen Vertrag für drei Spielzeiten mit einer Option auf eine Verlängerung um ein weiteres Jahr unterschrieb. Angekommen in Nijmegen unweit der deutschen Grenze, kam der Däne in seiner ersten Saison regelmäßig zum Einsatz, wobei er zwischenzeitlich und gegen Saisonende aufgrund einer Knieverletzung ausfiel. Dabei schoss Magnus Mattson vier Tore und trug somit zum Klassenerhalt des Aufsteigers bei. Wegen seiner Knieverletzung verpasste er auch den Anfang der folgenden Spielzeit, doch alsbald behauptete sich der schwedischstämmige Däne – eingesetzt auf verschiedenen Positionen –, als Stammspieler und schoss vier Tore (zwei Vorlagen). Auch in dieser Spielzeit gelang NEC Nijmegen der Klassenerhalt. Magnus Mattsson spielte daraufhin noch ungefähr ein halbes Jahr in der Provinz Gelderland, dessen größte Stadt Nijmegen ist, und schoss elf Tore, ehe er sich für einen Vereinswechsel entschied.
Er kehrte schließlich in sein Herkunftsland Dänemark zurück und schloss sich dem FC Kopenhagen, der zuvor das Achtelfinale in der UEFA Champions League erreicht hatte, an. Dabei erhielt NEC Nijmegen einen „Rekordbetrag“ von kolportierten über 5 Millionen Euro und der Däne unterschrieb in der Hauptstadt einen Vertrag bis Sommer 2028. Mattsson gab im Achtelfinalhinspiel gegen Titelverteidiger Manchester City am 13. Februar 2024 sein Pflichtspieldebüt für die Kopenhagener und erzielte in der 34. Minute mit dem Treffer zum zwischenzeitlichen 1:1-Ausgleich sein erstes Tor für den FCK.

### Nationalmannschaft
Am 8. März 2017 absolvierte Magnus Mattsson sein einziges Spiel für Dänemarks U18-Nationalmannschaft, als er beim 4:4-Unentschieden im Testspiel in Empoli gegen Italien zum Einsatz kam. Von 2017 bis 2018 spielte er in sieben Partien für die U19-Nationalmannschaft – darunter drei in der EM-Qualifikation – und schoss dabei ein Tor. Nachdem Mattsson im Oktober 2018 zwei Testspiele für die U20-Nationalmannschaft Dänemarks absolviert hatte, kam er am 16. Januar 2019 zu seinem einzigen Einsatz für die dänische U21-Nationalmannschaft, als er in einem Testspiel gegen Mexiko spielte.